# Chiesa di San Gemiliano (Villanova Truschedu)
La chiesa di San Gemiliano è una chiesa campestre situata in territorio di Villanova Truschedu, centro abitato della Sardegna centrale.
Consacrata al culto cattolico fa parte della parrocchia di Sant'Andrea Apostolo, arcidiocesi di Oristano.
Nelle immediate vicinanze sono presenti un nuraghe e diverse muristenes nelle quali alloggiano i pellegrini durante i periodi di preghiera.

## Galleria d'immagini

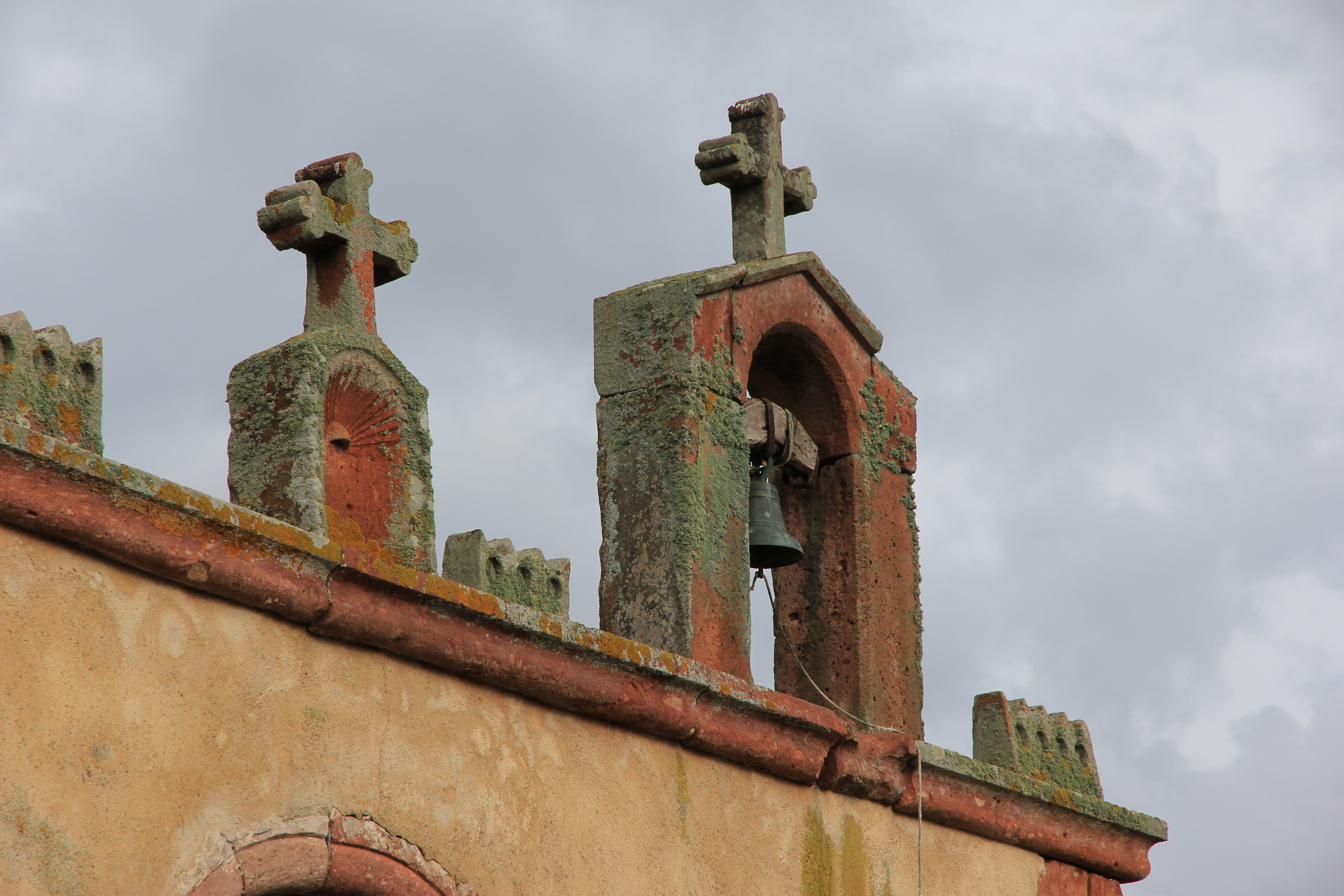
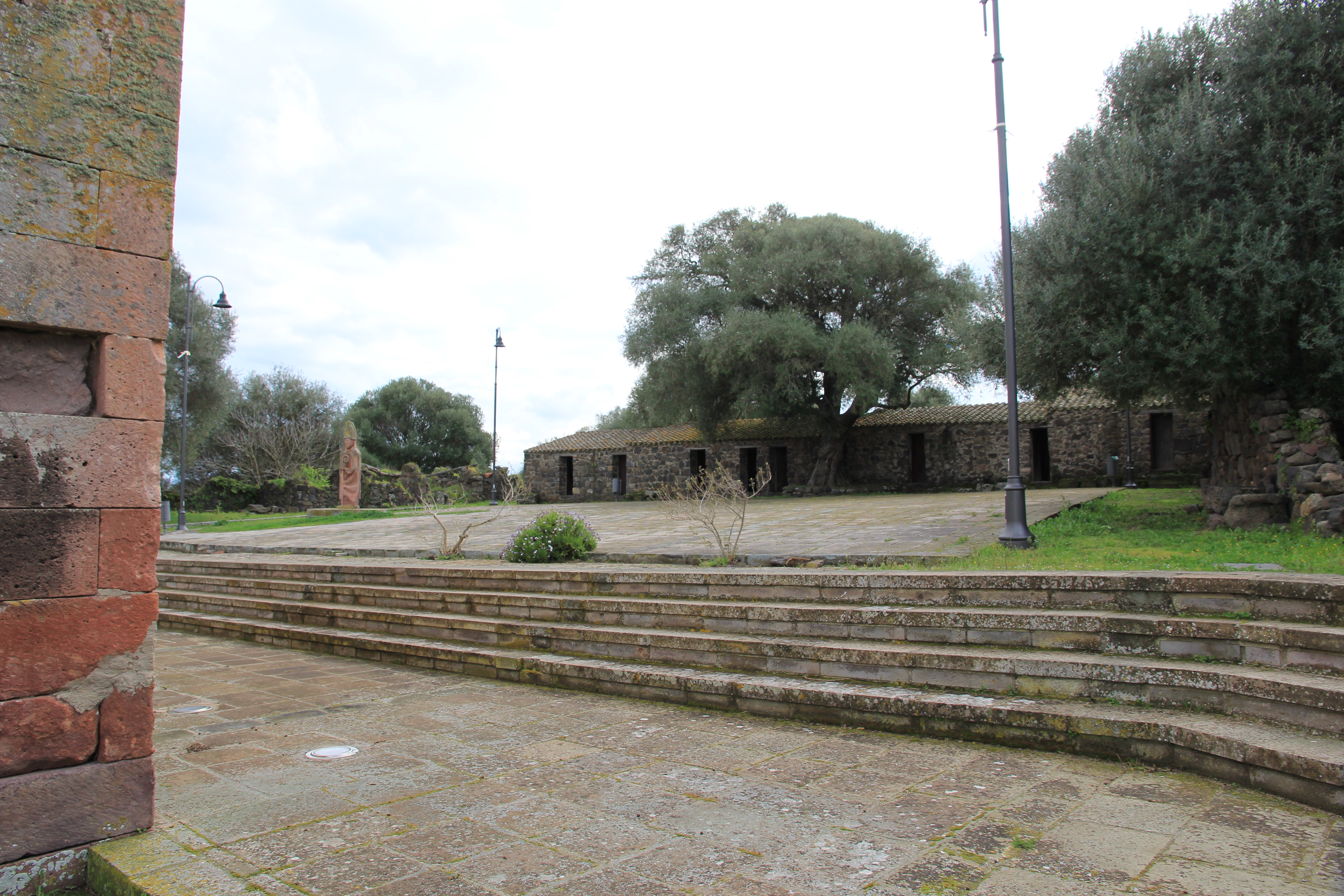
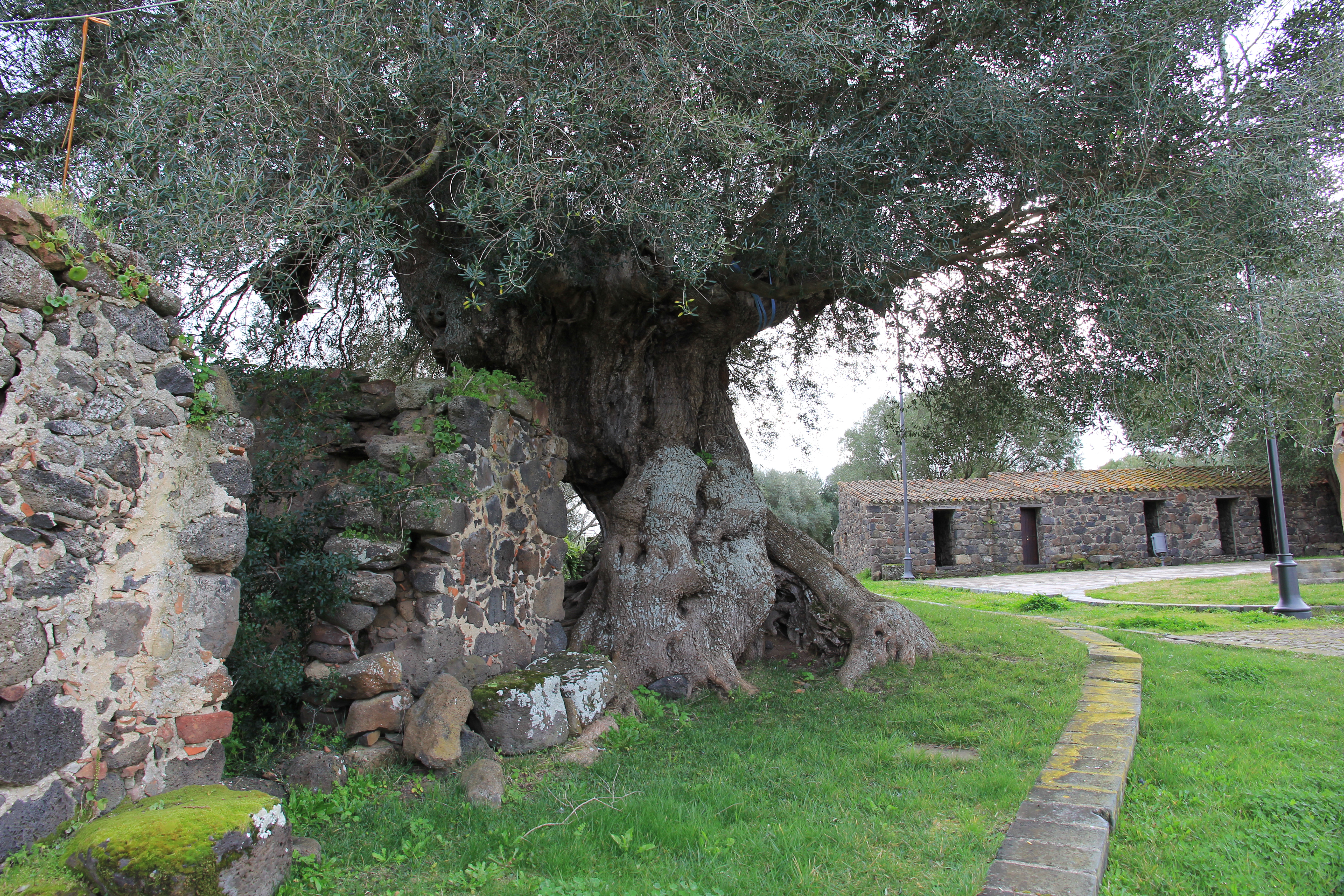
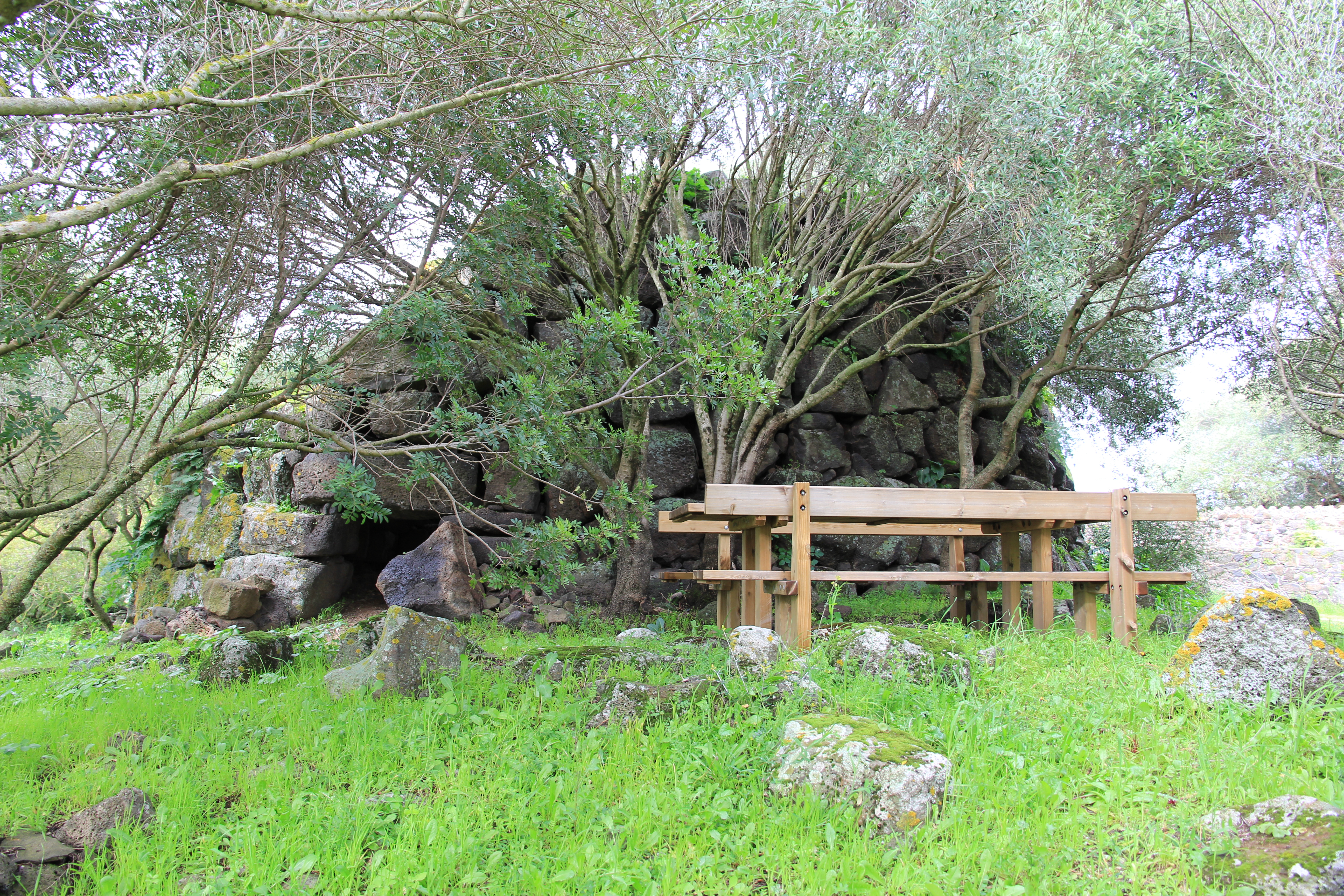